# Besenyőtelek, Heves
Besenyőtelek  este un sat în districtul Füzesabony, județul Heves, Ungaria, având o populație de 2.790 de locuitori (2011). 

## Demografie
Componența etnică a satului Besenyőtelek
     Maghiari (89,48%)
     Romi (10,23%)
     Germani (0,3%)
Componența confesională a satului Besenyőtelek
     Romano-catolici (61,18%)
     Fără religie (5,88%)
     Reformați (2,58%)
     Necunoscută (29,86%)
     Alte religii (1,79%)
Conform recensământului din 2011, satul Besenyőtelek avea 2.790 de locuitori. Din punct de vedere etnic, majoritatea locuitorilor (89,48%) erau maghiari, cu o minoritate de romi (10,23%).  Din punct de vedere confesional, majoritatea locuitorilor (61,18%) erau romano-catolici, existând și minorități de persoane fără religie (5,88%) și reformați (2,58%). Pentru 29,86% din locuitori nu este cunoscută apartenența confesională.